# Charlene Tiltonová
Charlene L. Tiltonová (* 1. prosince 1958 San Diego) je americká herečka.

## Herecká kariéra
Debutovala v roce 1976 ve filmové komedii Podivný pátek. Její nejznámější rolí je Lucy, vnučka naftařského magnáta Jocka Ewinga, v televizním seriálu Dallas. V roce 2001 byla oceněna Young Artist Awards. Hrála také ve filmech Hraniční přestřelka, Ten kluk je postrach 2, Uprostřed pavučiny, Mlčení šunek a Velké dítě Dickie Roberts. Účinkovala v soutěži Dancing on Ice.

## Osobní život
Jejím manželem byl v letech 1982–1984 countryový zpěvák Johnny Lee. Mají dceru Cherish. V letech 1985–1992 byl jejím manželem Domenick Allen.
Je vysoká 150 cm.